# Давид Кристьяун Оулафссон
Давид Кристьяун Оулафссон (исл. Davíð Kristján Ólafsson; род. 15 мая 1995, Коупавогюр, Хёвюдборгарсвайдид) — исландский футболист, защитник клуба «Краковия» и национальной сборной Исландии.

## Клубная карьера
Является воспитанником «Брейдаблика», где прошёл весь путь от детских команд до взрослой. В 2013 году на правах аренды провёл шесть матчей за «Эйгнаблик» в третьей исландской лиге, где забил 4 мяча. 12 мая 2014 года в гостевом поединке с «Кеблавиком» дебютировал в чемпионате Исландии, появившись на поле в стартовом составе. Провёл за клуб пять сезонов, за время которых принял участие в 94 матчах, а также дважды стал серебряным призёром чемпионата и дошёл до финала кубка страны в 2018 году. В финальном матче с «Стьярнаном» Давид Оулафссон вышел с первых минут и на 62-й минуте заработал жёлтую карточку. Основное и дополнительное время встречи завершилось нулевой ничьей, а в серии послематчевых пенальти сильнее оказался соперник.
В феврале 2019 года перешёл в норвежский «Олесунн», выступающий в первом дивизионе, подписав с клубом контракт, рассчитанный на три года. В первый же год вместе с клубом стал победителем соревнований и завоевал право выступать в Элитсерии. 16 июня 2020 года состоялся дебют исландца в чемпионате Норвагии в игре первого тура с «Молде».
3 января 2022 года перешёл в шведский «Кальмар». Первую игру в составе нового клуба провёл 20 февраля 2022 года в рамках группового этапа кубка страны с «Треллеборгом».
25 февраля 2024 года Давид Оулафссон стал игроком польского клуба «Краковия», подписав контракт на 2,5 года..

## Карьера в сборной
Выступал за юношеские сборные Исландии различных возрастов. 15 января 2019 года дебютировал за национальную сборную страны в товарищеском матче с Эстонией, завершившемся нулевой ничьей.

## Достижения
Брейдаблик:
- Серебряный призёр чемпионата Исландии: 2015, 2018
- Финалист кубка Исландии: 2018

Олесунн
- Победитель первого дивизиона: 2019
- Серебряный призёр первого дивизиона: 2021

## Клубная статистика
| Выступление      | Выступление      | Выступление      | Лига | Лига | Кубки | Кубки | Конт. кубки | Конт. кубки | Итого | Итого |
| Клуб             | Лига             | Сезон            | Игры | Голы | Игры  | Голы  | Игры        | Голы        | Игры  | Голы  |
| ---------------- | ---------------- | ---------------- | ---- | ---- | ----- | ----- | ----------- | ----------- | ----- | ----- |
| → Эйгнаблик      | Третья лига      | 2013             | 6    | 4    | 1     | 0     | 0           | 0           | 7     | 4     |
| → Эйгнаблик      | Итого            | Итого            | 6    | 4    | 1     | 0     | 0           | 0           | 7     | 4     |
| Брейдаблик       | Избранная лига   | 2014             | 9    | 1    | 1     | 0     | 0           | 0           | 10    | 1     |
| Брейдаблик       | Избранная лига   | 2015             | 9    | 0    | 2     | 0     | 0           | 0           | 11    | 0     |
| Брейдаблик       | Избранная лига   | 2016             | 20   | 0    | 2     | 0     | 2           | 0           | 24    | 0     |
| Брейдаблик       | Избранная лига   | 2017             | 21   | 1    | 1     | 0     | 0           | 0           | 22    | 1     |
| Брейдаблик       | Избранная лига   | 2018             | 22   | 1    | 5     | 0     | 0           | 0           | 27    | 1     |
| Брейдаблик       | Итого            | Итого            | 81   | 3    | 11    | 0     | 2           | 0           | 94    | 3     |
| Олесунн          | Первый дивизион  | 2019             | 16   | 1    | 2     | 0     | 0           | 0           | 18    | 1     |
| Олесунн          | Элитсерия        | 2020             | 27   | 0    | 0     | 0     | 0           | 0           | 27    | 0     |
| Олесунн          | Первый дивизион  | 2021             | 26   | 2    | 1     | 0     | 0           | 0           | 27    | 2     |
| Олесунн          | Итого            | Итого            | 69   | 3    | 3     | 0     | 0           | 0           | 72    | 3     |
| Кальмар          | Алльсвенскан     | 2022             | 0    | 0    | 4     | 0     | 0           | 0           | 4     | 0     |
| Кальмар          | Итого            | Итого            | 0    | 0    | 4     | 0     | 0           | 0           | 4     | 0     |
| Всего за карьеру | Всего за карьеру | Всего за карьеру | 156  | 10   | 19    | 1     | 2           | 0           | 177   | 11    |

## Статистика в сборной
| Матчи и голы Давида Кристьяуна Оулафссона за национальную сборную Исландии | Матчи и голы Давида Кристьяуна Оулафссона за национальную сборную Исландии | Матчи и голы Давида Кристьяуна Оулафссона за национальную сборную Исландии | Матчи и голы Давида Кристьяуна Оулафссона за национальную сборную Исландии | Матчи и голы Давида Кристьяуна Оулафссона за национальную сборную Исландии | Матчи и голы Давида Кристьяуна Оулафссона за национальную сборную Исландии |
| №                                                                          | Дата                                                                       | Оппонент                                                                   | Счёт                                                                       | Голы                                                                       | Соревнование                                                               |
| -------------------------------------------------------------------------- | -------------------------------------------------------------------------- | -------------------------------------------------------------------------- | -------------------------------------------------------------------------- | -------------------------------------------------------------------------- | -------------------------------------------------------------------------- |
| 1                                                                          | 15 января 2019                                                             | Эстония                                                                    | 0:0                                                                        | 0                                                                          | Товарищеский матч                                                          |
| 2                                                                          | 16 января 2020                                                             | Канада                                                                     | 1:0                                                                        | 0                                                                          | Товарищеский матч                                                          |
| 3                                                                          | 12 января 2022                                                             | Уганда                                                                     | 1:1                                                                        | 0                                                                          | Товарищеский матч                                                          |
| 4                                                                          | 15 января 2022                                                             | Республика Корея                                                           | 1:5                                                                        | 0                                                                          | Товарищеский матч                                                          |

Итого:4 матча и 0 голов; 1 победа, 2 ничьи, 1 поражение.